# Nederlands Radar Proefstation
Het Nederlands Radar Proefstation (NRP) was een Nederlands bedrijf dat onderzoek deed op het gebied van radartechnologie. Het NRP werd geopend in 1947 en was gevestigd in Noordwijk aan Zee. Naast radarapparatuur fabriceerde het NRP van 1954 tot 1984 in het geheim ook afluisterapparaatjes voor de Amerikaanse inlichtingendienst CIA.
In 1967 ontstond vanuit het NRP het Christiaan Huygens Laboratorium (CHL), dat in 1993 met het NRP fuseerde en de radaractiviteiten voortzette onder de naam CHL Netherlands BV.

## Oprichting van het NRP
Het NRP was opgericht door J.M.F.A. (Joop) van Dijk (1912-1973), die zich al op jonge leeftijd bezighield met radiotechniek. Direct na afloop van de oorlog reisde hij naar Engeland om Robert Watson-Watt, de pionier van de Britse radartechnologie, te ontmoeten. Eenmaal terug in Nederland wilde hij een eigen laboratorium op dat gebied en kocht daartoe in 1946 een in 1912 gebouwde villa aan de Koningin Astrid Boulevard in Noordwijk aan Zee, die hij omdoopte tot villa Wave Guide.
De opening van het Nederlands Radar Proefstation vond plaats op 7 juli 1947 en werd verricht door Mr. Derk Spitzen, secretaris-generaal van het ministerie van Transport. Ook aanwezig waren de Britse ambassadeur Nevile Bland, de bevelhebber der Nederlandse Zeestrijdkrachten Conrad Helfrich en directeur van het KNMI Felix Vening Meinesz. Hoofdgast was sir Watson-Watt.

## Samenwerking met de CIA

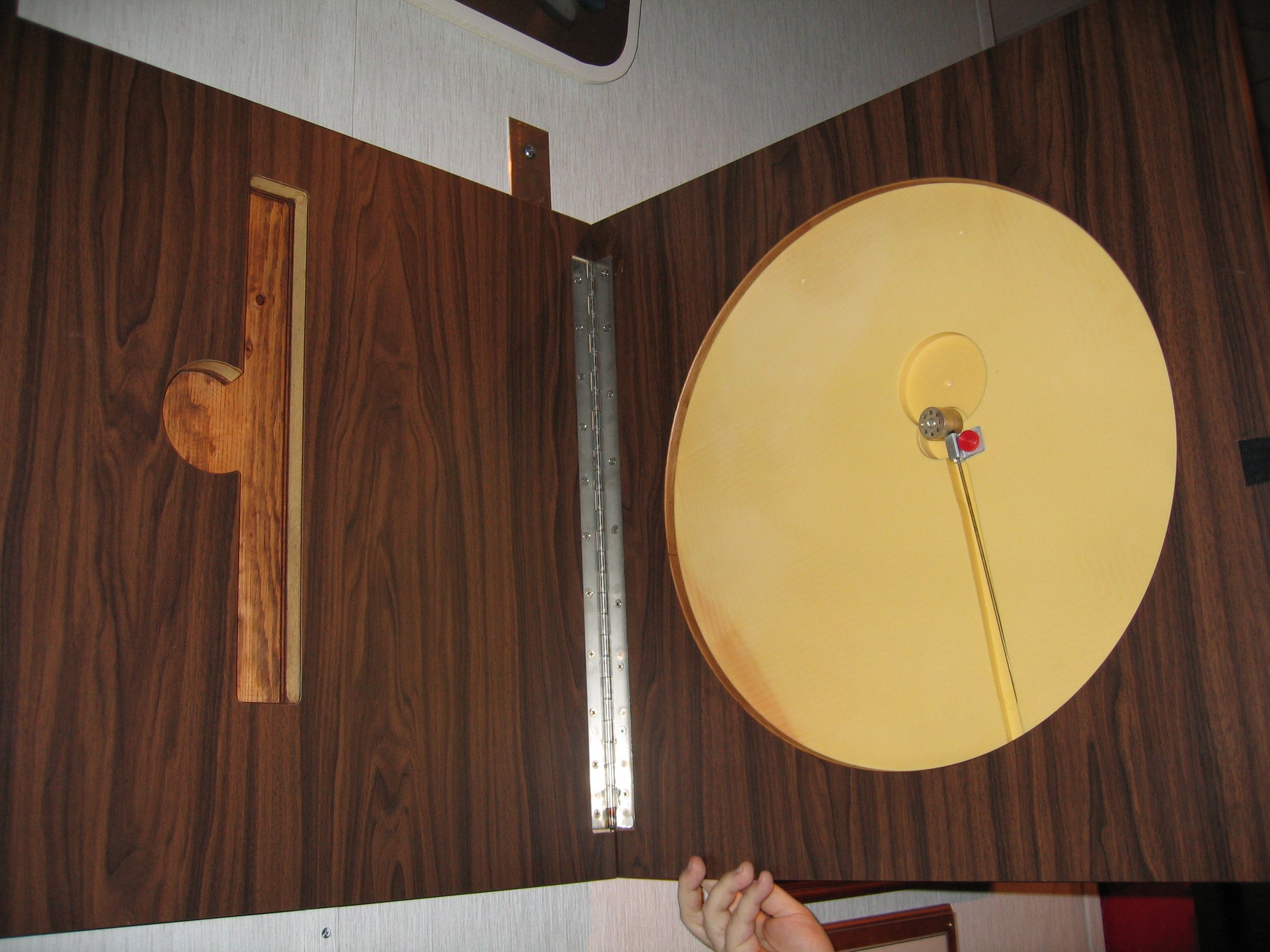
Opengeklapte replica van het grootzegel van de Verenigde Staten met daarin het afluisterapparaatje, zoals te zien in het Amerikaanse National Cryptologic Museum.

In september 1952 werd in Spaso House, de residentie van de Amerikaanse ambassadeur in Moskou, een ingenieus afluisterapparaatje ontdekt dat zonder batterijen en volgens het principe van passive resonant cavity werkte: het werd door een radiogolf van buitenaf aangestraald, waarna de teruggekaatste golf de geluiden uit de kamer met zich meedroeg en die zo door de afluisterende partij konden worden opgevangen. Het apparaatje was verborgen in een houten afbeelding van Grootzegel van de Verenigde Staten en werd daarom The Great Seal Bug, of ook wel The Thing genoemd. Door het na te bouwen poogden zowel de FBI (in samenwerking met het Naval Research Laboratory), de CIA als het Britse MI5 de exacte werking te achterhalen.
Eind 1952 benaderde de CIA daartoe de Binnenlandse Veiligheidsdienst (BVD) met de vraag of Nederlandse technici de werking van het afluisterapparaatje konden achterhalen en het konden namaken. Toen Philips liet weten geen interesse in kleine onderzoeksprojecten te hebben, benaderde de BVD het NRP. Het hoofd van de BVD, Louis Einthoven, had NRP-oprichter Van Dijk namelijk al in 1940 leren kennen, toen beide lid van de Nederlandsche Unie waren. De CIA was onder de indruk van de kwaliteit van de producten van het NRP en overhandigde eind 1954 een replica van The Thing met het verzoek het na te bouwen, dit onder de codenaam Easy Chair (EC) omdat het zogenaamd in een leunstoel was aangetroffen.
Het lukte het NRP echter niet om The Thing na te bouwen en de exacte werking te achterhalen, maar wel kon het een enigszins vergelijkbaar afluisterapparaatje produceren, waarvoor het miniatuurmicrofoons van de CIA kreeg en zelf de zenders en ontvangers ontwikkelde, die op radartechnologie gebaseerd waren. De opeenvolgende versies hiervan stonden bekend als Easy Chair Mark I (1955), Mark II (1956), Mark III (1958), Mark IV (1961) en Mark V (1962).
Bij het NRP werd in het diepste geheim door een select aantal medewerkers aan de CIA-opdracht gewerkt. De producten werden vervolgens met Amerikaanse legertrucks opgehaald en naar de CIA-basis in Frankfurt gebracht.
De BVD deed in 1958 ook een test met de Easy Chair-apparatuur door deze heimelijk aan te brengen in een bureau dat voor de Russische ambassade in Den Haag bestemd was. De zender en ontvanger werd op de zolder van een tegenovergelegen school geplaatst. Hoeveel nuttige informatie dit opleverde is niet zeker, wel dat de BVD het systeem uiteindelijk niet aanschafte. Vermoedelijk had de CIA exclusiviteit bij het NRP bedongen zodat er niet aan andere partijen, inclusief de BVD geleverd mocht worden. 
Pas in 1965 lukte het om bij het NRP een goed werkende pulsed cavity resonator te maken, maar de CIA was toen niet meer in passieve afluisterapparatuur geïnteresseerd, enerzijds vanwege het hoge zendvermogen dat vereist was, en anderzijds vanwege de inmiddels vergaande miniaturisering van microfoons, wat de mogelijkheden van het NRP te boven ging. Sindsdien leverde het Nederlandse bedrijf alleen nog zenders en ontvangers, waarbij de afmetingen van minder groot belang waren. Deze werden geleverd onder de dekmantel van "harbour radar systems". Jarenlang vormden de CIA-opdrachten de helft van de omzet van het NRP met in 1974 een waarde van bijna 500.000,- gulden. De handelsrelatie met de Amerikanen had z'n hoogepunt in de jaren 1968 t/m 1971 en duurde uiteindelijk tot 1984.

## Fusie met het CHL
Vanwege de krappe behuizing werd in 1960 naast de villa Wave Guide een nieuw pand gebouwd voor het microgolflaboratorium dat de naam Christiaan Huygens Laboratorium (CHL) kreeg en onder leiding van Ir. Goldbohm kwam te staan. In 1967 werd het CHL verzelfstandigd met Goldbohm als eerste directeur, al bleef Joop van Dijk de enig aandeelhouder. In 1972 verkocht hij het CHL aan de Koninklijke Boskalis Westminster Group NV. In 1984 verkocht Boskalis het CHL, inclusief de gebouwen in Noordwijk en Katwijk, aan NRP-directeur Admiraal, die beide ondernemingen onder een holding weer bijeenbracht.
Op 22 maart 1973 overleed NRP-oprichter en eigenaar Joop van Dijk, waarna de aandelen in 1975 werden overgenomen door Gerhard Prins en Arthur Admiraal, die beide sinds 1950 bij het NRP werkzaam waren en voortaan ook de contacten met de Contracting Group van de CIA onderhielden. De nieuwe directeur werd Prins. De werkplaats en montage-afdeling van het NRP werden in 1981 verplaatst naar een veel ruimer gebouw in Noordwijk-Binnen. Wegens teruglopende opdrachten uit de VS ontwikkelde het NRP, naast gespecialiseerde radarapparatuur, voor de Radio Controle Dienst een ontvanger voor het opsporen van zendpiraten en radarblokken en antennes voor de Gatsometer.
In oktober 1993 werd het Nederlands Radar Proefstation (NRP) failliet verklaard. De radaractiviteiten werden samengevoegd met die van het Christiaan Huygens Laboratorium (CHL) waarna het bedrijf verder ging onder de naam CHL Netherlands BV, dat in 2024 nog steeds alzodanig actief is.